# Bosanska Krajina
La Bosanska Krajina (en cyrillique Босанска Крајина, en turc: Sinir Boyu Bosna) ou Krajina bosnienne et Krajina de Bosnie est une région géographique située dans la partie occidentale de la Bosnie-Herzégovine, nichée entre trois rivières : la Save (un affluent du Danube), la Glina et le Vrbas et Vrbanja. C'est aussi une entité historique de la Bosnie-Herzégovine du point de vue du développement économique et culturel.

## Développement
Sa principale ville et son centre historique se trouve à Banja Luka. Les autres grandes villes sont de Bihac, Prijedor, Bosanska Dubica, Velika Kladusa, Sanski Most, Mrkonjić Grad et Jajce.
La Bosanska Krajina, en tant que telle, n'a pas de frontières ou de la représentation politique dans la structure actuelle de la République de Bosnie-Herzégovine, mais elle possède une forte identité culturelle et historique. Le territoire de la Bosanska Krajina est divisé entre les deux entités constitutives de la Bosnie-Herzégovine: la république serbe de Bosnie et la fédération de Bosnie-et-Herzégovine, ce qui correspond grosso modo à l'Una-Sana Canton de Bosnie et les Serbes de Bosnie dans la région de Banja Luka.
Le nord-ouest de la Bosanska Krajina est également connu sous le nom de « Cazinska Krajina », la Krajina de Cazin, Cazin étant une ville de la région.